# Brändån
Brändån är ett vattendrag i Piteå och Älvsbyns kommun i södra Norrbotten. Den är ett högerbiflöde till Vistån i Piteälvens vattensystem. Den är ca 20 km lång och flodområdet är 88 km2. 
Ån kommer från Brännträsket (271 m ö.h.) i västra delen av Piteå kommun, strömmar först åt öster och sedan norrut till Finnträsket (238 m ö.h.) på gränsen till Älvsbyns kommun. Efter Finnträsket viker Brändån av åt nordost, passerar ytterligare en mindre sjö, gör en skarp krök åt sydost och sedan ytterligare en tvärsväng norrut innan mynningen i Sör-Vistträsket (105 m ö.h.). Ån faller alltså 166 m på ca 20 km, vilket måste betecknas som ett brant lopp för ett vattendrag nedanför fjällen.